# 38-я общевойсковая армия

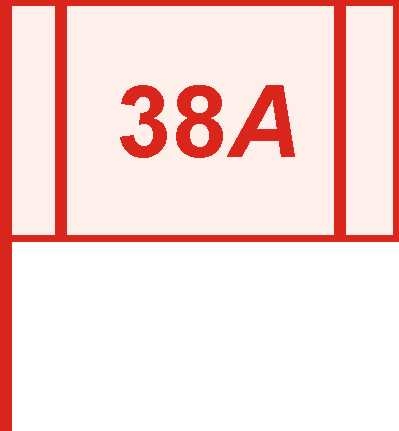
Советский условный знак для обозначения в документах 38 А.

38-я армия — формирование (объединение, армия) Рабоче-крестьянской Красной армии (РККА), Советской Армии ВС СССР во время и после Второй мировой войны.
Сокращённое наименование — 38 А.

## Первое формирование
Сформирована 4 августа 1941 года на основании Директивы Генерального штаба от 22 июля 1941 года в составе Юго-Западного Фронта. Полевое управление армии образовано на базе штаба 8-го механизированного корпуса. В состав армии вошли 47-я горнострелковая дивизия, 169-я, 199-я, 300-я и 304-я стрелковые дивизии, танковые, артиллерийские и другие соединения и части.
После сформирования армия заняла оборону на Днепре в районе города Черкассы. С 8 августа 1941 года приняла участие в обороне Киева (7 июля — 26 сентября). Под ударами противника была вынуждена отходить на Полтаву, Волчанск, Валуйки и к концу декабря закрепилась на рубеже Валуйки — Купянск.
Зимой — весной 1942 года армия вела оборонительные бои и предпринимала наступление (Вторая битва за Харьков) с ограниченными целями в районах городов Волчанск (Харьковская область) и Балаклея.
12 мая 1942 года армия начала наступление на вермахт с двух направлений — из Барвенково и Волчанска-Салтова (с Салтовского плацдарма на правобережье С. Донца) — с целью окружить оккупированный немцами 24-25 октября 1941 года Харьков (закончившееся Барвенковским котлом). Пространство между Непокрытой-Перемогой-Терновой стало местом ожесточённых боёв.
Местность перед превращённым немцами в главный опорный пункт Непокрытым стало местом кровопролитных боёв. Непокрытое было узловой точкой немецкой обороны в марте-мае 1942 года вдоль реки Большая Бабка; в нём располагался штаб 294-й Саксонской пехотной дивизии вермахта.
В 7.30 утра 12 мая 1942 года 226-я стрелковая дивизия генерала А. В. Горбатова из состава 38-й армии атаковала Непокрытое из района Фёдоровка-Октябрьское при поддержке танков 36-й танковой бригады той же армии, трёх дивизионов гвардейских миномётов, 648-го артполка РГК и 516-го инженерного батальона — и прорвала оборону противника. В этом бою 226-я дивизия потеряла до пятисот человек убитыми и ранеными; 36-я танковая бригада потеряла 16 танков.
12 июля 1942 года армия была переподчинена Южному фронту. С 17 июля по 23 июля вела боевые действия в составе Сталинградского фронта.
С 23 июля армия была выведена в резерв фронта, её войска переданы 21-й армии, а личный состав полевого управления направлен на сформирование полевого управления 1-й танковой армии (1 ТА)

### Командующие армией
- генерал-лейтенант Рябышев Д. И. (июль — август 1941)
- генерал-майор танковых войск Фекленко Н. В. (август — сентябрь 1941)
- генерал-майор Цыганов В. В. (сентябрь — декабрь 1941)
- генерал-майор технических войск Маслов А. Г. (декабрь 1941 — февраль 1942)
- генерал-майор Шерстюк Г. И. (февраль — март 1942)
- генерал-майор артиллерии Москаленко К. С. (март — июль 1942)

### Начальники штаба
- Генерал-майор Символоков В. Н. (июль — сентябрь 1941 г.);
- генерал-майор технических войск Маслов А. Г. (сентябрь — декабрь 1941 г.);
- подполковник, с января 1942 г. — полковник Иванов С. П. (декабрь 1941 г. — июнь 1942 г.);
- генерал-майор Ветошников Л. В. (25 июня — 16 июля 1942 года), врид[3].

#### Начальники оперативного отдела штаба
- полковник Прихидько Н. Я. (ноябрь 1941 г. — июль 1942 г.)

### Члены Военного Совета
- бригадный комиссар Лайок В. М. (сентябрь 1941 — июль 1942)

### Начальники АБТО армии, Заместитель командующего армии по т/в
- Анисимов, Борис Афанасьевич, (00.10.1941 - 06.12.1941) полковник (снят с должности)
- Тимофеев, Сергей Михайлович, (00.01.1942 - 00.06.1942) генерал-майор т/в
- Новиков, Николай Александров, (5.1942 - 00.08.1942) генерал-майор т/в
- Эхт, Давид Наумович, (на 08.42) инженер-полковник
- Аникушин, Фёдор Георгиевич, (22.08.1942 - 00.11.1942) полковник

## Второе формирование
Сформирована 3 августа 1942 года в составе Брянского фронта на базе оперативной группы войск генерал-лейтенанта Н. Е. Чибисова и 4-й резервной армии. В состав вошли 167-я, 237-я, 240-я и 340-я стрелковые дивизии, несколько стрелковых и танковых бригад, а также артиллерийские и другие части.
В составе Брянского, со 2 сентября 1942 — Воронежского фронтов армия вела оборонительные и наступательные бои под Воронежем. В январе — марте 1943 года участвовала в Воронежско-Касторненской операции и Харьковской наступательной операциях (2 февраля — 3 марта). (см. также Харьковская наступательная операция 2.02.-3.03.1943 года)
В марте 1943 войска армии вели бои в ходе третьей битвы за Харьков (4-25 марта). После оставления Харькова закрепились на рубеже Коренево — Сенная (55 км северо-восточнее города Сумы) — Вязовое и удерживали этот рубеж до августа 1943. 23 марта 1943 армия была переподчинена Курскому фронту, 26 марта — включена в состав Воронежского фронта.
В ходе оборонительного сражения Курской битвы (5-23 июля) армия прикрывала основные силы фронта от ударов противника с северо-запада, принимала участие в отражении наступления противника на обоянском и прохоровском направлениях; часть её войск была передана 40-й и 69-й армиям. С переходом советских войск в контрнаступление армия наступала южнее г. Сумы, обеспечивая стык Воронежского и Центрального фронтов.
В сентябре 1943 года войска 38-я армии участвовали в освобождении Левобережной Украины. Преследуя отходящие войска противника, освободили города Сумы (2 сентября), Ромны (16 сентября), Прилуки (18 сентября во взаимодействии с 40-й армией), в конце сентября форсировали Днепр севернее Киева и захватили плацдарм в районах западнее Сваромье, Лютежа, Ново-Петровска.
В ноябре — декабре 1943 года армия в составе 1-го Украинского фронта (с 20 октября) участвовала в Киевской наступательной (3-13 ноября) и Киевской оборонительной операциях (13 ноября — 22 декабря).
В конце 1943 — начале 1944 армия продолжала вести наступление в ходе операций фронта на Правобережной Украине. В Житомирско-Бердичевской операции (24 декабря 1943 — 14 января 1944) её войска взломали сильно укреплённую оборону противника и во взаимодействии с другими армиями освободили Бердичев (5 января 1944) и ряд других городов и населённых пунктов.

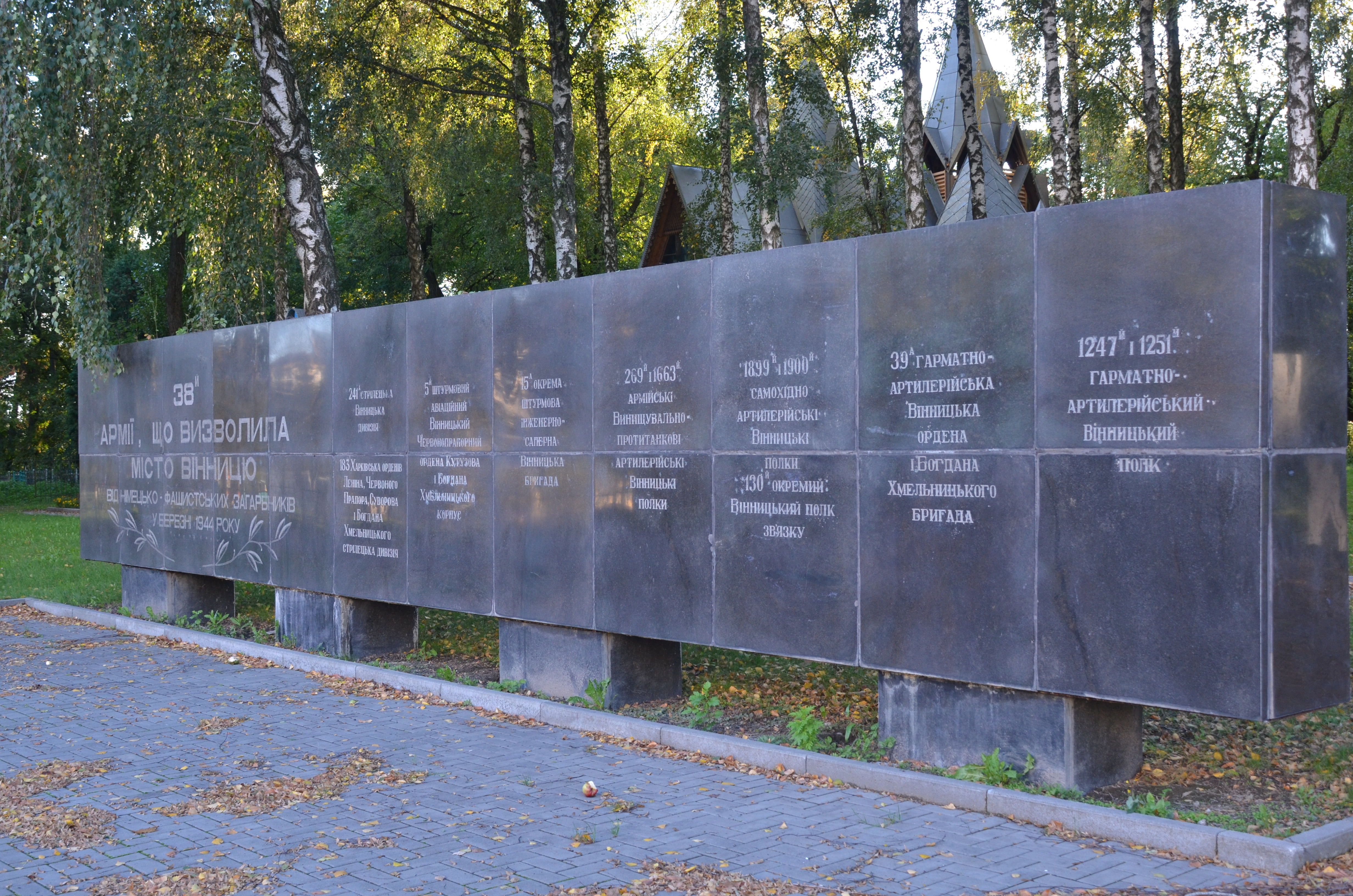
Мемориал воинам армии, погибшим при освобождении Винницы

В конце января 1944 года армия отражала удары крупных сил противника восточнее Винницы. В Проскуровско-Черновицкой операции (4 марта — 17 апреля) освободила большое количество населённых пунктов, в том числе города Жмеринка и Винница (20 марта); к концу операции овладела несколькими плацдармами на реке Серет юго-западнее города Черновицы (Черновцы).
В конце июня — начале июля 1944 часть войск армии была передана в состав 1-й гвардейской армии. По окончании передачи армия была перегруппирована в район западнее города Тарнополь. После перегруппировки её войска участвовали в Львовско-Сандомирской стратегической операции (13 июля — 29 августа), 28 сентября — 28 октября — в Карпатско-Дуклинской операции.
С 30 ноября 1944 года и до конца войны армия вела боевые действия в составе 4-го Украинского фронта. Зимой 1945 года она участвовала в Западно-Карпатской стратегической операции (12 января — 18 февраля), с 10 марта по 5 мая — в Моравско-Остравской операции, в ходе которой был освобождён одноимённый промышленный район Чехословакии.
Боевой путь армия завершила участием в Пражской стратегической операции (6-11 мая 1945 г.).
За боевые отличия, героизм и мужество десятки тысяч воинов армии награждены орденами и медалями, а свыше 380 из них присвоено звание Героя Советского Союза. Многие её соединения и части награждены орденами и удостоены почётных наименований.
38-я общевойсковая армия в январе 1992 года вошла в состав Вооружённых сил Украины. В декабре 1993 года переформирована в 38-й армейский корпус.

### Командующие армией
- генерал-лейтенант Н. Е. Чибисов (август 1942 — октябрь 1943)
- генерал-полковник К. С. Москаленко (октябрь 1943 — август 1948)
- генерал-полковник Я. Г. Крейзер (апрель 1949 — июнь 1955)
- генерал-полковник Х-У. Д. Мамсуров (июнь 1955 — июль 1957)
- генерал-полковник П. Н. Лащенко (июль 1957 — май 1959)
- генерал-лейтенант А. И. Шевченко (май 1959 — март 1961)
- генерал-лейтенант танковых войск В. Д. Ухов (март 1961 — март 1963)
- генерал-майор Н. Г. Штыков (март 1963 — июль 1966)
- генерал-майор, с февраля 1967 генерал-лейтенант А. М. Майоров (июль 1966 — октябрь 1966)
- генерал-майор, с февраля 1969 генерал-лейтенант П. С. Билаонов (октябрь 1968 — июнь 1974)
- генерал-майор В. М. Гордиенко (июнь 1974—1975)
- генерал-лейтенант В. С. Колесов (1975—1978)
- генерал-майор, с мая 1981 генерал-лейтенант Б. А. Омеличев (апрель 1979 — май 1982)
- генерал-майор, с октября 1986 генерал-лейтенант Э. А. Воробьёв (1985 — декабрь 1986)
- генерал-майор, с октября 1988 генерал-лейтенант Г. Н. Гурин (январь 1987 — июль 1989)
- генерал-майор, с октября 1990 генерал-лейтенант Н. В. Пугачёв (июль 1989 — ноябрь 1986)
- генерал-майор Г. П. Касперович (декабрь 1991 — январь 1992)

### Заместители командующего по боевой подготовке
- генерал-майор Н. И. Каладзе (октябрь 1961 — август 1962)[5]

### Начальники штаба
- полковник Пилипенко А. П. (02.08.1942 — 14.01.1943);
- майор Кремнин (26.01.1943 — 13.02.1943);
- генерал-майор Батюня А. Г. (14.02.1943 — 23.04.1943);
- полковник Пилипенко А. П. (24.04.1943 — 25.03.1944);
- генерал-майор, генерал-лейтенант Воробьёв В. Ф. (апрель 1944 — до конца войны).

### Члены военного совета
- Воронин, Фёдор Николаевич (03.08.1942 — 13.06.1943), дивизионный комиссар, генерал-майор;
- Рыбинский, Иван Дмитриевич (13.06.1943 — 02.11.1943), генерал-майор;
- Олейник, Захар Фёдорович (13.06.1943 — 30.09.1943), полковник;
- Епишев, Алексей Алексеевич (01.10.1943 — 16.11.1943), генерал-майор;
- Олейник, Фёдор Иванович (16.11.1943 — 31.12.1943), полковник
- Епишев, Алексей Алексеевич (01.01.1944 — 09.05.1945), генерал-майор;

### Начальник Политического отдела
- полковник Усов, Павел Алексеевич (1942 — февраль 1944)
- генерал-майор Ортенберг, Давид Иосифович (февраль 1944—1945)

### Начальники артиллерии
- полковник, с 27.06.1945 генерал-майор	Смирнов, Николай Александрович (октябрь 1944 — апрель 1950)

### Заместители командующего армии по танковым войскам
- Королёв, Василий Георгиевич (00.01.1943 - 00.05.1943) подполковник, затем полковник
- Штевнёв, Андрей Дмитриевич, (04.06.1943 - 00.05.1943) ген.-лейтенант т/в
- Беляев, Георгий Иванович, (на 10.1943) полковник
- Чернояров, Николай Андреевич, (12.1943 - 00.01.1944) полковник
- Румянцев, Фёдор Васильевич, (2.1944 - 00.03.1944) полковник
- Александров, Василий Георгиевич, (21.01.1945 - 10.02.1945) полковник
- Пахомов, Максим Иванович, (10.02.1945 - 10.05.1945) полковник

## Состав
(по состоянию на 1 мая 1945 года)
В составе 4-го Украинского фронта.

Стрелковые войска.

- 11-й стрелковый корпус:
  - 30-я стрелковая дивизия
  - 221-я стрелковая дивизия
  - 276-я стрелковая дивизия
- 52-й стрелковый корпус:
  - 121-я стрелковая дивизия
  - 241-я стрелковая дивизия
  - 305-я стрелковая дивизия
- 101-й стрелковый корпус:
  - 70-я гвардейская стрелковая дивизия
  - 140-я стрелковая дивизия
  - 183-я стрелковая дивизия
  - 226-я стрелковая дивизия
- 126-й легкий горный-стрелковый корпус:
  - 31-я горно-стрелковая бригада
  - 32-я горно-стрелковая бригада
  - 72-я горно-стрелковая бригада

Войска связи:
- 130-й отдельный Винницкий[7]Краснознаменный[8] ордена Александра Невского[9] полк связи.

Состав армии за послевоенные десятилетия менялся. Сформированные для объединения вскоре после Великой Отечественной войны 13-я гвардейская Полтавская и 27-я Черкасская механизированные дивизии в 1956 году были переформированы в танковую и мотострелковую дивизии и убыли в состав Южной группы войск, а в управлении войсками армии было упразднено корпусное звено.
В 1960-е — 1980-е годы в состав 38-й общевойсковой армии входило несколько мотострелковых дивизий, подчинение и количество которых менялись.

### 1990 год
На 1991 год после преобразования в 1989 году одной из мотострелковых дивизий в базу хранения вооружения и техники (см. 5194 БХВТ 38 А), в составе 38-й общевойсковой армии оставались 17-я гвардейская (в Хмельницком), 70-я гвардейская (в Ивано-Франковске) и 128-я гвардейская (в Мукачёво) мотострелковые дивизии.
На 19 ноября 1990 года 38-я общевойсковая армия располагала 413 танками, 758 БМП и БТР, 197 орудиями, миномётами и РСЗО, 40 боевыми и 36 транспортными вертолётами армейской авиации.
В 1990 году 17-я гв. мсд передана в состав 13-й общевойсковой армии. 70-я гв. мсд расформирована в январе 1991 г. При выводе войск из Восточной Европы, в состав армии включены: 432-я ракетная бригада, в состав 128-й гв. мсд передан 585-й гв. мсп из 39-й гв. мсд (при этом 487-й мсп 128-й гв.мсд был расформирован). В состав армии включён 1617-й отдельный радиорелейно-кабельный батальон.
- Управление командующего, штаб и отдельная рота охраны и обеспечения (г. Ивано-Франковск);
- 17-я гвардейская мотострелковая Енакиевско-Дунайская Краснознамённая, ордена Суворова дивизия (г. Хмельницкий);

Всего: 183 танка Т-55, 53 БМП (38 БМП-1, 15 БРМ-1К), 11 БТР (10 БТР-70, 1 БТР-60), 44 миномёта ПМ-38, 12 РСЗО Град;
- 70-я гвардейская мотострелковая Глуховская ордена Ленина, дважды Краснознамённая, орденов Суворова, Кутузова и Богдана Хмельницкого дивизия (Ивано-Франковск)

Всего: 192 танка (187 Т-55, 5 Т-54), 50 БМП (36 БМП-1, 14 БРМ-1К), 24 БТР (8 БТР-70, 16 БТР-60), 3 САУ 2С3, 36 миномётов 2С12, 12 РСЗО Град;
- 128-я гвардейская мотострелковая Туркестанская Краснознамённая дивизия (Мукачево)

Всего: 178 танка Т-64, 173 БМП (93 БМП-2, 65 БМП-1, 15 БРМ-1К), 307 БТР (301 БТР-70, 6 БТР-60), 84 САУ (48 2С1, 36 2С3), 10 миномётов ПМ-38, 12 РСЗО Град.
- 146-я мотострелковая дивизия кадра (пгт Ярмолинцы);
- 276-я мотострелковая дивизия кадра (г. Ужгород);
- 223-я зенитная ракетная бригада (Теребовля);
- 87-я бригада материального обеспечения (Надворная);
- 89-я бригада материального обеспечения (Ивано-Франковск);
- 160-й реактивный артиллерийский полк (Делятин);
- 1255-й противотанковый артиллерийский полк (Жмеринка);
- 65-й разведывательный артиллерийский полк (Ивано-Франковск);
- 340-й отдельный транспортно-боевой вертолётный полк (Калинов) (40 Ми-24, 24 Ми-8, 6 Ми-9);
- 321-й инженерно-сапёрный полк (Кривая);
- 188-й отдельный полк связи (Ивано-Франковск) (9 Р-145БМ, 1 Р-156БТР, 1 Р-137Б, 1 П-240БТ, 1 Р-409, 1 ЗС88);
- 163-й отдельный радиотехнический полк ОсНаз (Коломыя);
- 1655-й отдельный радиотехнический батальон ПВО (Долина);
- 596-й отдельный реактивный артиллерийский дивизион (свёрнут);
- 1603-й отдельный десантно-штурмовой батальон (Надворная);
- 17-й отдельный батальон РЭБ (Ужгород);
- 46-й отдельный батальон химической защиты (Долина);
- 96-я отдельная смешанная авиационная эскадрилья (с. Шипинцы) (5 Ми-8);
- отдельная эскадрилья беспилотных средств разведки (г. Хмельницкий);
- 118-й отдельный ремонтно-восстановительный батальон (Надворная);
- 711-й отдельный ремонтно-восстановительный батальон (Ужгород);
- 569-я отдельная рота специального назначения (Ивано-Франковск).
- 5194-я БХВТ[~ 1] (Ярмолинцы)

Всего: 43 Т-64, 123 БТР-70, 30 БТР-60, 36 БМП-1, 15 БРМ-1К, 12 РСЗО «Град», 38 ПМ-38, 28 Р-145БМ, 2 Р-156БТР, 6 РХМ-4, 1 УР-67;